# Gmina Padew Narodowa
Die Gmina Padew Narodowa ist eine Landgemeinde im Powiat Mielecki der Woiwodschaft Karpatenvorland in Polen. Ihr Sitz ist das gleichnamige Dorf mit 2300 Einwohnern.

## Geschichte
Bei der Ersten Teilung Polens kam die Region 1772 zum neuen Königreich Galizien und Lodomerien des habsburgischen Kaiserreichs (ab 1804). Im Jahr 1918 kamen die Orte nach dem Zusammenbruch der k.u.k. Monarchie zu Polen.
Von 1975 bis 1998 gehörte die Gemeinde zur Woiwodschaft Rzeszów.

## Gliederung
Zur Landgemeinde (gmina wiejska) Padew Narodowa gehören folgende 12 Dörfer mit einem Schulzenamt (sołectwo):
Babule
Domacyny
Kębłów
Padew Narodowa
Piechoty
Pierzchne
Przykop
Rożniaty
Wojków
Zachwiejów
Zaduszniki
Zarównie
Weitere Orte der Gemeinde sind:
Bór
Bugaj
Błonie
Chwałki
Chyjki
Czachory
Czarna Rola
Duże Domacyny
Dwór
Granica
Jeziorko
Jezioro
Klęskówka
Kolonia
Koło Szkoły
Majdanek
Malarki
Małe Domacyny
Na Granicy
Nadleśnictwo Babule
Niziny
Od Rusinowa
Padew Dolna
Padew Górna
Piątki
Podgórze
Podwale
Przedkościele
Przedmieście
Przybyły
Rusinów
Rzochów
Rzochów
Sikory
Smykle
Sołtysy
Syberia
Tarnówek
Wał
Wygoda
Wygwizdów
Wątoki
Zababcze
Zaproza
Zawierzb

## Verkehr
Der Dienstbahnhof Padew liegt an der Bahnstrecke Łódź–Dębica.